# Bodegraven
Bodegraven  è una località olandese situata nella provincia dell'Olanda Meridionale. Il comune autonomo dal 1º gennaio 2011 si è fuso con quello di Reeuwijk per formare il nuovo comune di Bodegraven-Reeuwijk.